# Departamentul Haut-Ntem
Departamentul Haut-Ntem este un departament din provincia Woleu-Ntem  din Gabon. Reședința sa este orașul Medouneu.